# 尼尔斯·赫尔斯滕 (击剑运动员)
尼尔斯·赫尔斯滕（瑞典語：Nils Hellsten，1886年2月19日—1962年4月12日），瑞典男子击剑运动员。他曾代表瑞典参加1920年、1924年和1928年夏季奥林匹克运动会击剑比赛，获得一枚铜牌。